# Hörbedingung
Mit dem Begriff Hörbedingungen werden die komplexen Eigenschaften eines Schallfelds definiert, das auf einen Hörer in einem Hörraum am Bezugsort bei der Lautsprecher-Schallwiedergabe einwirkt. 

## Grundlagen
Die Gesamtheit der Hörbedingungen und die dabei erreichbare Qualität werden gebildet durch
- die geometrischen und akustischen Eigenschaften des Hörraums,
- die Eigenschaften und Anordnung der Lautsprecher im Hörraum,
- den Hörort bzw. die Hörzone für optimal ausgewählte Hörplätze, auch als Sweet Spot bezeichnet,

womit die resultierenden Schallfeld-Eigenschaften am Bezugsort erzeugt werden.
Die Hörbedingungen bei Lautsprecherstereofonie lassen sich weitgehend durch Messungen beurteilen. Durch die folgenden wichtigsten elektroakustischen Qualitätsparameter kann man technisch ideale Hörbedingungen definieren, die nämlich dann erreicht sind, wenn alle Übertragungsfehler unterhalb der menschlichen Wahrnehmungsschwellen liegen. In der Praxis werden Übertragungsfehler innerhalb eines Toleranzschlauchs zugelassen, sofern diese nicht stark das gehörte Schallereignis verfälschen.
Die Betrachtungen über Verzerrungen beziehen sich auf Lautsprecherwiedergabe in Räumen jedweder Art, also mono, stereo und mehrkanalig bzw. 5.1 oder Raumklang. Die Anforderungen bezüglich der Räumlichkeit sind bei Mono-Wiedergabe nicht entscheidend.

## Lineare Verzerrungen
Verzerrungen des Ausgangssignals, die linear zu einer bestimmten Einflussgröße stehen, werden als lineare Verzerrungen bezeichnet. Bei Lautsprechern sind das im Wesentlichen Änderungen des Pegels aufgrund der Frequenz (Verfärbungen des Amplitudengangs) und Änderungen der Phase aufgrund der Frequenz (Verzerrungen des Phasengangs).
Bei Wiedergabe über Lautsprecher wäre es wünschenswert, wenn die genannten Verzerrungen unterhalb der menschlichen Wahrnehmungsschwellen liegen würden. Bezogen auf den Amplitudenfrequenzgang würde das bedeuten, dass alle Frequenzen des menschlichen Hörbereichs (20 bis 20000 Hz) mit einer Pegelabweichung von nicht mehr als 0,5 dB, besser noch 0,25 dB, wiedergegeben werden können. Mit aufwendigen digitalen Entzerrungsverfahren ist dieses heute erreichbar. In der Praxis nennen die einschlägigen Empfehlungen und Normungen jedoch größere Toleranzen bis zu ±1,5 dB, wobei keine breitbandigen Verfärbungen enthalten sein sollten – breitbandige Verfärbungen sind eher hörbar und störend als schmalbandige.
Die Verzerrung des Phasengangs ist in weiten Frequenzbereichen gehörmäßig unkritisch, da das Gehör für innere Phasendrehungen recht unempfindlich ist. In der psychoakustischen Fachliteratur spricht man von Verzerrungen der Gruppenlaufzeit im Bereich von 1 bis 2 ms für die Wahrnehmbarkeit bei der Richtungslokalisation. Im Bassbereich kann es jedoch aufgrund der großen Periodendauern (wegen der niedrigen Frequenzen) zu hörbaren Laufzeitverzerrungen kommen, weshalb die Grenze im Idealfall mit 10 ms festzusetzen ist. In der Praxis ist das mit digitaler Laufzeitkorrektur oder geeigneten Lautsprecherbauformen (geschlossenes Bassgehäuse) zu erreichen, jedoch wird oft auf eine Optimierung dieses Parameters verzichtet (Bassreflexgehäuse).

## Nichtlineare Verzerrungen
Als solche bezeichnet man Verzerrungen, die in keinem linearen Zusammenhang zu den Eingangsgrößen stehen. In der Akustik kennt man vor allem harmonische nichtlineare Verzerrungen, die mit Klirrfaktor bezeichnet werden. Für Klirr (THD) gibt es zahlreiche in der Psychoakustik gesicherte Wahrnehmungsschwellen, die von einem idealen Lautsprecher unter allen Hörbedingungen (Pegeln) zu unterschreiten sind. Im Bassbereich (20 bis 200 Hz) ist das Gehör für Klirr relativ unempfindlich, bis zu 5 % kann unhörbar bleiben. Im Präsenz/Brillianzbereich (1000 bis 4000 Hz), wo das Gehör am empfindlichsten ist, kann der Klirrfaktor manchmal schon bei Werten unter 0,5 % erkannt werden.
Nichtharmonische nichtlineare Verzerrungen sind unangenehm auffälliger für den Höreindruck. Die Angabe von sinnvollen Grenzwerten ist hierbei jedoch kaum möglich, weil nichtlineare Verzerrungen zu stark von der Beschaffenheit des Quellsignals abhängen, so dass es keine standardisierten Messverfahren gibt. Man geht jedoch in der Psychoakustik davon aus, dass nichtharmonische nichtlineare Verzerrungen in weiten Bereichen mit den harmonischen zusammenhängen.

## Räumlichkeit und Abbildung
Im Idealfall sollte der durch Lautsprecher vom Hörraum zusätzlich erzeugte indirekte Schall den auf der Tonaufnahme enthaltenen nicht überlagern oder den Höreindruck verändern. Dieses ist in der Praxis schwer zu erreichen, weshalb dieser Parameter oft nur unzureichend optimiert wird.
Hallradius
der Hallradius kennzeichnet jenen Abstand zu einer Schallquelle, bei der direkter und indirekter Schall pegelgleich sind. Bei der Lautsprecherstereofonie sollte das Hauptmikrofon immer innerhalb des Hallradius positioniert werden. Hörabstand und Richtcharakteristik der Lautsprecher sind entsprechend aneinander anzupassen.
Verfärbungsfreiheit des indirekten Schalls
der indirekte Schall sollte gegenüber dem direkten Schall keine hörbaren frequenzabhängigen Anhebungen und Absenkungen im Pegel beinhalten, die den Räumlichkeitseindruck verfälschen könnten. Dazu sind ein Lautsprecher mit frequenzneutraler Richtcharakteristik und ein Hörraum mit frequenzneutraler Nachhallzeit notwendig.
Diskrete Reflexionen, welche die Lokalisation und den Räumlichkeitseindruck stören könnten, sollten um 10 dB, besser um 20 dB gegenüber dem Direktschall bedämpft werden. Dieses kann durch Wahl eines großen Abstands vom Lautsprecher zur Wand, durch Optimierung der Richtcharakteristik der Lautsprecher und durch raumakustische Maßnahmen erreicht werden, wie durch z. B. durch Einbringung von Bedämpfung bzw. Diffusität erzeugende Elemente.

## Stereo-Dreieck
Die Aufstellung der Lautsprecher bei Stereowiedergabe sollte dem Stereodreieck entsprechen, d. h. die beiden Lautsprecher bilden mit dem Hörer ein gleichseitiges Dreieck.
Dieses Dreieck hat drei gleiche 60°-Winkel; also vom auf der Mittellinie befindlichem Zuhörer aus gesehen stehen die Lautsprecher in einem Winkel von ±30°, was eine Hörereignisrichtung von 100 % ergibt.

## 5.1-Kreis
Bei Musikwiedergabe über 5.1 (Heim-Kino) sollte die Lautsprecheraufstellung dem ITU-Kreis entsprechen bzw. angenähert werden, der jedoch für Filmwiedergabe keine Bedeutung hat.

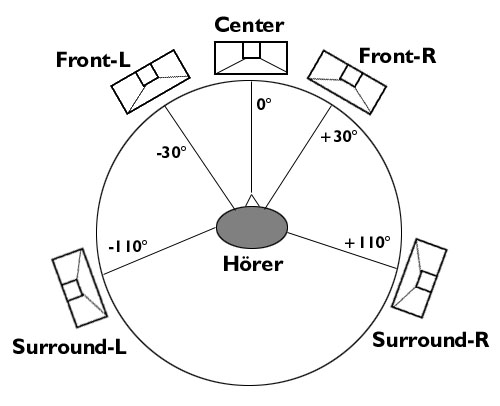
ITU-Kreis